# 제6회 금마장
제6회 금마장의 시상식에 관한 내용이다. 1968년 10월 30일 중화민국 타이베이시 중산에서 개최되었다.

## 수상 및 후보

### 작품상
- 로

### 감독상
- 백경서 수상

### 남우주연상
- 최복생 수상

### 여우주연상
- 링보 수상

### 여우조연상
- 구양사비 수상